# Campeonato Africano de Atletismo de 2022 - 1500 m feminino
A prova dos 1500 metros feminino do Campeonato Africano de Atletismo de 2022 foi disputada no dia 9 de junho, no Complexo Esportivo Nacional Cote d'Or, em Saint Pierre, na Maurícia.

## Recordes
Antes desta competição, os recordes mundiais e do campeonato nesta prova eram os seguintes:
|                       | Nome           | Nacionalidade | Tempo     | Local  | Data                |
| --------------------- | -------------- | ------------- | --------- | ------ | ------------------- |
| Recorde mundial       | Genzebe Dibaba | Etiópia       | 3m 50s 07 | Mónaco | 17 de julho de 2015 |
| Recorde do campeonato | Caster Semenya | África do Sul | 4m 01s 99 | Durban | 24 de junho de 2016 |
| Recorde africano      | Genzebe Dibaba | Etiópia       | 3m 50s 07 | Mónaco | 17 de julho de 2015 |

## Medalhistas
| Ouro               | Prata                  | Bronze               |
| Winny Chebet (KEN) | Purity Chepkirui (KEN) | Ayal Dagnachew (ETH) |

## Cronograma
Todos os horários são locais (UTC+4). 
| Data       | Hora  | Evento |
| ---------- | ----- | ------ |
| 9 de junho | 15:50 | Final  |

## Resultado final
A final ocorreu dia 9 de junho às 15:50.
| Posição           | Atleta                  | Nacionalidade      | Tempo   | Notas |
| ----------------- | ----------------------- | ------------------ | ------- | ----- |
| Medalha de ouro   | Winny Chebet            | Quênia             | 4:16.10 |       |
| Medalha de prata  | Purity Chepkirui        | Quênia             | 4:16.28 |       |
| Medalha de bronze | Ayal Dagnachew          | Etiópia            | 4:16.45 |       |
| 4                 | Brenda Chebet           | Quênia             | 4:17.25 |       |
| 5                 | Janat Chemusto          | Uganda             | 4:21.36 |       |
| 6                 | Carina Viljoen          | África do Sul      | 4:21.65 |       |
| 7                 | Souhra Ali Mohamed      | Djibuti            | 4:21.66 |       |
| 8                 | Knight Aciru            | Uganda             | 4:22.75 |       |
| 9                 | Danielle Verster        | África do Sul      | 4:26.40 |       |
| 10                | Anjelina Nadai Lohalith | Atleta refugiado   | 4:33.74 |       |
| 99                | Sarah Chelangat         | Uganda             | DNS     |       |
| 99                | Diribe Welteji          | Etiópia            | DNS     |       |
| 99                | Natacha Ngoye           | República do Congo | DNS     |       |

Legenda
| Recorde mundial       | Recorde mundial (World record)               |                       | Recorde africano                      | Recorde africano (African) |                                           | Q | Classificado por posição (Qualified) |
| Recorde do campeonato | Recorde do campeonato (Championship record)  | Recorde da América    | Recorde da América (Americas)         | q                          | Classificado por melhor tempo (Qualified) |   |                                      |
| Melhor marca do ano   | Melhor marca do ano (World leading)          | Recorde asiático      | Recorde asiático (Asian)              | DNS                        | Não largou (Did not start)                |   |                                      |
| Recorde nacional      | Recorde nacional (National record)           | Recorde europeu       | Recorde europeu (European)            | DNF                        | Não terminou (Did not finish)             |   |                                      |
| Recorde pessoal       | Recorde pessoal do atleta (Personal best)    | Recorde da Oceania    | Recorde da Oceania (Oceania)          | DSQ / DQ                   | Desclassificado (Disqualified)            |   |                                      |
| Recorde da temporada  | Recorde da temporada do atleta (Season best) | Recorde sul-americano | Recorde sul-americano (South America) | NM                         | Sem marca (No mark)                       |   |                                      |